# البابا فرنسيس
البابا فرنسيس (باللاتينية: Franciscus) ولد باسم خورخي ماريو بيرجوليو (17 ديسمبر 1936 – 21 أبريل 2025) هو بابا الكنيسة الكاثوليكية السادس والستون بعد المئتين، من 13 مارس 2013 حتى وفاته في 21 أبريل 2025. وبحكم كونه البابا، فهو خليفة بطرس، وأسقف روما، ويشغل عدة مناصب أخرى منها سيّد دولة الفاتيكان. انتُخب البابا فرنسيس في أعقاب مجمع انتخابي هو الأقصر في تاريخ المجامع المغلقة. ويعتبر الحبر الأعظم، أول بابا من الرهبنة اليسوعية و‌أمريكا الجنوبية و‌الأرجنتين، وهو أول بابا من خارج أوروبا منذ عهد البابا غريغوري الثالث (731 - 741). يعتبر البابا راهب، ليكون أول بابا راهب منذ غريغوري السادس عشر، وهو عضو في الرهبنة اليسوعية، ليكون بذلك أول بابا يسوعي، التي تعتبر من أكبر منظمات الكنيسة الكاثوليكية وأكثرها تأثيرًا وفاعلية. يحسب البابا على الجناح الإصلاحي، في الكنيسة، وقد شغل منصب رئيس أساقفة بيونس آيرس قبل انتخابه بابا، وكان يوحنا بولس الثاني قد منحه الرتبة الكاردينالية عام 2001. اختار البابا اسم فرنسيس تأسيًا بالقديس فرنسيس الأسيزي، أحد معلمي الكنيسة الجامعة، «والمدافع عن الفقراء، والبساطة، والسلام». يتقن البابا اللغات الإسبانية، و‌اللاتينية و‌الإيطالية، و‌الألمانية، و‌الفرنسية، و‌الأوكرانية، بالإضافة إلى الإنكليزية.
نُصب البابا رسميًّا في ساحة القديس بطرس يوم 19 مارس 2013، في عيد القديس يوسف في قداس احتفالي؛ وعرف عنه على الصعيد الشخصي وكذلك كقائد ديني، التواضع ودعم الحركات الإنسانية والعمل على تحقيق العدالة الاجتماعية وتشجيع الحوار والتواصل بين مختلف الخلفيات والثقافات. بعد انتخابه حبرًا أعظم، ألغى الكثير من التشريعات المتعلقة بالبابوية على سبيل المثال أقام في بيت القديسة مرثا لا في المقر الرسمي في القصر الرسولي، ووصف بكونه «البابا القادر على إحداث تغييرات».

## النشأة
ولد البابا فرنسيس باسم خورخي ماريو بيرجوليو، في بوينس آيرس في 17 من ديسمبر 1936، لماريو خوسيه بيرجوليو وريجينا سيفوري ماريا في عائلة مكونة من خمسة أطفال، وهو أكبر أشقائه الأربعة، كان والده محاسبًا مهاجرًا من إيطاليا، وأما والدته فهي ولدت في بيونس آيرس في الأرجنتين لكنها من أصول إيطالية جنوية أيضًا. حسب تصريح لشقيقة البابا، فإن السبب الرئيسي للهجرة من إيطاليا إلى الأرجنتين كان الهروب من النظام الفاشي الذي كان متحكمًا في إيطاليا؛ شقيقة البابا وتدعى ماريا إيلينا هي الوحيدة من أسرة البابا المتبقية على قيد الحياة. عمل والده في السكك الحديدية أما والدته فكانت ربة منزل. خلال مراهقته المبكرة أصيب البابا بالتهاب رئوي حاد بنتيجة العدوى، وهو ما سيؤثر على صحته لاحقًا ويؤدي لإستئصال رئته اليمنى حين كان كاهنًا. منذ طفولته وشبابه، عرف عن البابا شغفه بالأفلام، والموسيقى الشعبية في الأرجنتين والأوروغواي، ورقص التانجو، ومتابعته كرة القدم، وحبه تشجيعها، خصوصًا نادي برشلونة.
تلقى البابا تعليمه الابتدائي في مدرسة للآباء الساليزيان في إحدى ضواحي بيونس آيرس، أما مدرسته الإعدادية فكانت متخصصة في التقنيات الكيميائية، وتابع دراسته الجامعية محصلاً درجة الماجستير في الكيمياء في جامعة بوينس آيرس، وعمل لثلاث سنوات سنوات ضمن مجال اختصاصه في أحد المخابر في العاصمة الأرجنتينية. وتشير بعض المصادر إلى حصوله على شهادات دراسة عليا في الكيمياء في وقت لاحق من جامعة بوينس آيرس، غير أنه في سجل حياته الرسمي الذي نشره الفاتيكان لم تذكر جامعة بوينس آيرس. منذ شبابه اختلط البابا بالطقوس الشرقية، من خلال صداقة جمعته مع أحد الكهنة المتبعين للطقس البيزنطي.

## قبل البابوية

### في الرهبنة اليسوعية
بعد ثلاث سنوات، قرر برجوليو الولوج في السلك الكنسي وله من العمر 21 عامًا، فانضمّ إلى الرهبنة اليسوعية في 11 مارس 1958، ودرس العلوم الإنسانية واللاهوتية في سانتياغو في تشيلي، وأشهر نذوره الرهبانية في 12 مارس 1960، ليغدو بذلك عضوًا رسميًا عاملاً في الرهبنة. بعد إنهاء دراساته الأولى في تشيلي، عاد إلى الأرجنتين ليتابع دراساته في الفلسفة واللاهوت في المعهد الإكليركي في ديفيتو فيلا ثم في جامعة سان ماكسيمو دي مغيل والتي حصل منها على البكالوريوس، وتابع دراساته في الأدب وعلم النفس بين عامي 1964 - 1965 في جامعة ديلا أنماكيولادا في سانتا في، وتخرج منها.
في عام 1967 أنهى برجوليو دراسته اللاهوتية، وسيم كاهنًا في 13 ديسمبر 1969، من قبل رئيس الأساقفة خوسيه كاستيانو. في العام نفسه، وبعد فترة وجيزة من ترسيمه كاهنًا تعرّض البابا لوعكة صحية حادة دفعت إلى استئصال إحدى رئتيه بعد نزاع دام ثلاثة أيام «بين الحياة والموت» وقال في وقت لاحق. أصبح البابا أستاذًا في اللاهوت، ودرّس في كلية الفلسفة واللاهوت في جامعة سان ميغل في مدينة بيونس آيرس، بداية كمحاضر مبتدئ ومن ثمّ كأستاذ في اللاهوت؛ وكان قد أقام المحطة الأخيرة للتدريب الروحي للرهبان الجدد حسب قواعد الرهبنة اليسوعية في إسبانيا، ومكث فيها حتى اختياره رئيسًا إقليميًا للرهبنة اليسوعية في الأرجنتين.
اختير برجوليو بمنصب الرئيس الإقليمي للرهبنة اليسوعية في الأرجنتين بدءًا من 22 أبريل 1973، واستمرّ في شغل المنصب حتى 1979 في نهاية ولايته. خلال رئاسته الرهبنة الإقليمية، علّم البابا وحاضر في عدد من المحافظات الأرجنتينية، وبعد نهاية ولايته عاد إلى التدريس في جامعة سان ميغل وغدا عميد المعهد اللاهوتي في سان ميغيل، وعمل في هذا المنصب حتى عام 1986، حين انتقل إلى فرانكفورت في ألمانيا للإشراف على أطروحة الدكتوراه فيها بطلب من الرهبنة اليسوعية، وحين عودته عيّن المدير والمعرّف الروحي في جامعة مدينة قرطبة الأرجنتينية، في حين ساهمت فترة دراسته في ألمانيا على تقوية العمل الرعوي لديه وكذلك الروحانية المريمية.

### رئيسًا لأساقفة بيونس آيرس

#### العمل الرعوي

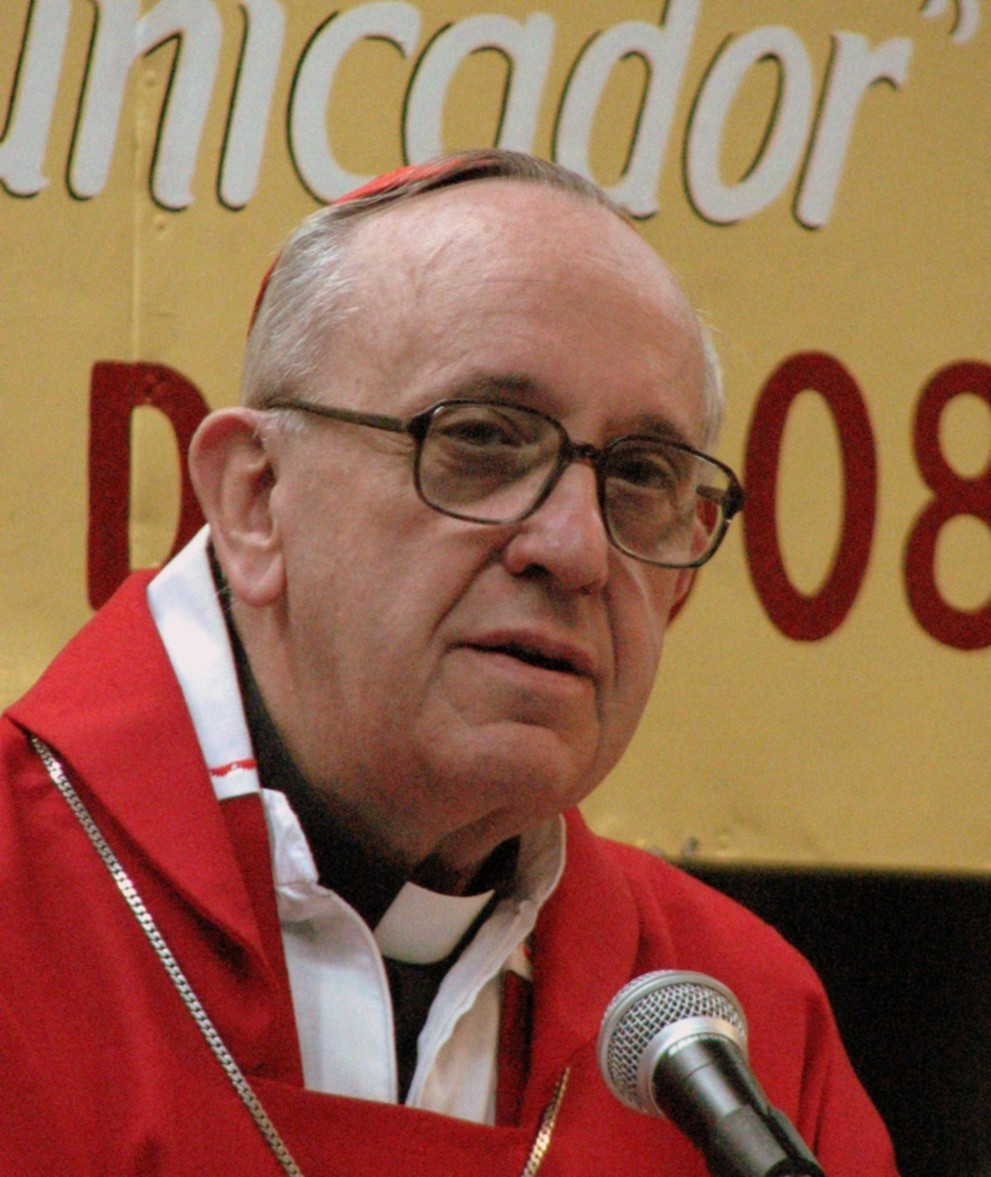
الكاريدنال برجوليو عام 2008.

في عام 1992 اختاره البابا يوحنا بولس الثاني ليكون أسقفًا مساعدًا لرئيس أساقفة بيونس آيرس الكاردينال أنطونيو كاراكينو. في 3 يونيو 1997، عيّن برجوليو القائم بالأعمال الفعلي لأبرشية بيونس آيرس مع حق الخلافة التلقائية بعد تقدم رئيس أساقفتها في السن وتعثر صحته، وسرعان ما توفي في 28 فبراير 1998 ما فسح في المجال أمام برجوليو ليغدو خليفته في رئاسة أساقفة المدينة بعد شغور منصب رئيس الأساقفة، واحتفل بتنصيبه الرسمي في 6 نوفمبر 1998 وجمعت إلى مهامه مهمة الإشراف على الكنائس الكاثوليكية الشرقية، وقد صدر كلا التفويضان عن البابا يوحنا بولس الثاني. اشتهر الكاردينال بورجوليو، بالتواضع، والمنافحة عن العدالة الاجتماعية، والمحافظة في شؤون العقيدة. ساهم نمط حياته ككاردينال في تكريس صورته كمتواضع، إذ اكتفى بالعيش في شقته الصغيرة بدلاً من مقر رئاسة الأساقفة الفخم، وتخلى عن سيارة الليموزين مع سائق شخصي، واكتفى بوسائل النقل العام.
كانت مرحلة رئاسته لأبرشية بيونس آيرس، إصلاحية وهامة، فاستحدث البابا عددًا من المضافات والمباني الكنسية والمكاتب الإدارية والإرشادية، وعرف بكونه «رجل منفتح، يتقبل كل الآراء، ويدعم الحوار، ويسعى لتحقيق العدالة الاجتماعية». زاد البابا من حضور الكنيسة في المشهد العام، وزاد من مساهمات الكهنة والرهبان والراهبات في العمل المدني، وأطلق تصريحات تؤيد زواج رجال الدين، ووصف الكهنة الذين يرفضون عماد الأطفال المولودين من غير الزواج «بالمنافقين»؛ مساهمًا قويًا في حركة التبشير الإنجيلية، وفي الحوار المسكوني و‌لاهوت التحرير، وكان من طالبي دعوى تقديس الشهداء اليسوعين في السلفادور عام 2005. ومنذ تلك المرحلة كان البابا يحتفل برتبة خميس الأسرار، حيث تشمل الرتبة استذكار غسل المسيح لأرجل تلاميذه، في السجون أو المستشفيات أو دور رعاية الفقراء أو سواها من ميادين العمل الاجتماعي، وهي العادة التي حافظ عليها بعد انتخابه بابا، حين زار سجنًا للأحداث وغسل أقدام 12 سجينًا أعمارهم بين 14 - 21 سنة بينهم فتاتان، وهو حدث هو الأول من نوعه، إذ لم يمارس أي بابا من قبل غسل أقدام النساء، أو غير كاثوليك في إطار هذا الطقس، إذ إنّ اثنين من المسلمين منهم إحدى الفتيات كانوا من ضمن الاحتفال. خلال كونه أسقفًا أيضًا، أظهر البابا اهتمامًا واضحًا بطقوس الكنائس الشرقية «فاهمًا ليتورجيتها جيدًا»، وعرف عن صداقته للجالية اللبنانية.
في عام 2007 بعد يومين فقط من مرسوم بندكت السادس عشر بالإمكان بالاحتفال بالقداس الإلهي وفق قواعد مجمع ترنت، - أي دون إصلاحات المجمع الفاتيكاني الثاني، أساسًا بإمكانية التوجه نحو الشرق والتلاوة باللغة اللاتينية - كان برجوليو أحد أوائل الأساقفة في العالم يقوم بالأمر، ومن ثم خصص يومًا في الأسبوع للاحتفال بالقداس وفق صيغة ما قبل المجمع الفاتيكاني الثاني. في ديسمبر 2011، حين بلغ برجوليو من العمر 75 عامًا، قدّم استقالته للبابا بندكت السادس عشر، غير أن البابا رفض الاستقالة.

#### العمل الإداري في الكوريا الرومانية

شعار الكاريدنال برجوليو.

بعد تعيينه رئيس أساقفة بثلاث سنوات، في عام 2001، اختار يوحنا بولس الثاني كاردينالاً، وعينه في خمس وظائف إدارية في الكوريا الرومانية، هي عضوية مجمع العبادة الإلهية وتنظيم الأسرار، وعضو مجمع الإكليروس، وعضو مجمع مؤسسات الحياة المكرسة وجمعيات الحياة الرسولية، وعضو في المجلس الحبري للعائلة، وعضو في مجلس أساقفة أمريكا الجنوبية. حل الكاردينال بيرجيليو محل الكاردينال إدوارد إيغان الذي عاد إلى نيويورك في أعقاب أحداث 11 سبتمبر بمنصب أسقف التسجيل في سينودس الأساقفة، ووفقًا لصحيفة هيرالد الكاثوليكية، خلف بيرجيلو «انطباع إيجابي كرجل يقبل التواصل والحوار».
بعد وفاة البابا يوحنا بولس الثاني، اعتبر برجوليو واحدًا من الكرادلة ذوي الحظوظ الكبرى لخلافته في المجمع المغلق 2005، وقد نشرت تقارير صحفية، أنّ برجوليو حصل على ثاني أكبر عدد من الأصوات بعد جوزيف راتزنجر. وبنتيجة ذلك، طلب الكاردينال برجوليو، ممن انتخبه عدم التصويت له، ما ساهم في فوز جوزيف راتزنجر باسم البابا بندكت السادس عشر. كان برجوليو من المشاركين في جنازة البابا يوحنا بولس الثاني، وأحد أعضاء مجمع الكرادلة البارزين في إدارة مرحلة شغور الكرسي الرسولي. بعد انتخاب البابا بندكت السادس عشر، انتخب برجوليو عضوًا في مجلس الأساقفة في أعقاب سينودس الأساقفة لعام 2005. في 8 نوفمبر 2005 انتخب رئيسًا للمؤتمر الأسقفي الأرجنتيني في ولاية تستمر ثلاث سنوات بين 2005 - 2008 ثم أعيد انتخابه بالأغلبية الساحقة من أساقفة الأرجنتين، وبعيد إعادة انتخابه انتخب أيضًا رئيسًا للجامعات الحبرية الكاثوليكية في الأرجنتين.

#### في "الحرب القذرة

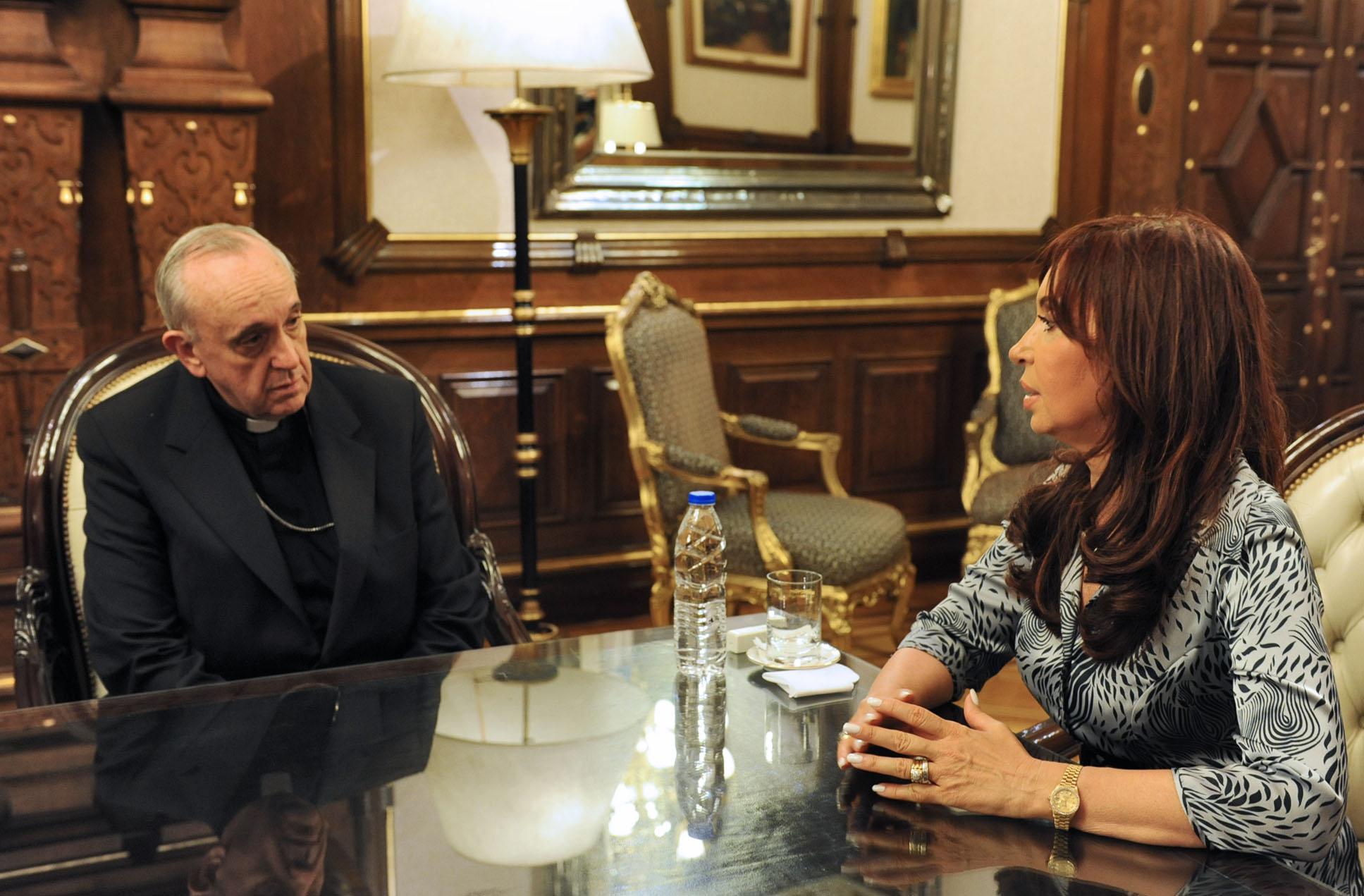
البابا فرنسيس حين كان رئيسًا لأساقفة بيونس آيرس، في لقاء مع رئيسة الأرجنتين كريستينا فرنانديز دي كيرشنر.

في 15 أبريل 2005، قدم أحد المحامين دعوى قضائية ضد الرهبنة اليسوعية والكاردينال برجوليو بتهمة التقاعس، على خلفية خطف البحرية كاهنيَن يسوعيين خلال الحرب القذرة عام 1976، والذين وجدوا على قيد الحياة بعد خمسة أشهر من اختطافهم، إنما بحالة أشبه بفقدان الوعي؛ بكل الأحوال رفضت المحكمة الدعوى من أساسها ولم تفض لشيء. وبحسب سيرجيو روبين، وهو مؤلف وضع عام 2010 كتابًا عن حياة الكاردينال برجوليو، فإن موقف بورجوليو يعكس «موقف الكنيسة ودورها خلال الديكتاتورية العسكرية الأخيرة»، في حين اعتبر خبير أرجنتيني أنّ «بعض الكهنة التزموا الصمت وبعض رجال الدين كانوا شركاء، وبعض أعضاء الأسقفية كانوا مؤيدين للسلطة الديكتاتورية، لكن كل هذا لا ينطبق على البابا؛ الرجل الذي لا يؤخذ عليه أي شيء». وفقًا لصحيفة الإسبراتو، فإن برجوليو طلب عام 2000 إضافة دعم «النظام الديكتاتوري» بوصفه خطيئة قام بها عدد من رجال الكنيسة، وقال أن كنيسة الأرجنتين يجب أن تكّفر عما فعله بعض أبنائها، وحسب صحيفة الواشنطن بوست فإن آخر ما قام به البابا قبل نهاية ولايته كرئيس مجلس الأساقفة الكاثوليك الأرجنتيني، الاعتذار عن «التقاعس» في تحقيق رسالة الإنجيل الاجتماعية خلال مرحلة الديكتاتورية العسكرية في البلاد، ليكون بذلك أول شخصية رسمية تقدم اعتذارها.
أليسا أوليفيرا، وهي من كبار إعلاميي الأرجنتين، التقت البابا عدة مرات خلال عمله في الأرجنتين، وناقشت قضية موقفه خلال تلك المرحلة، قالت: «لم يكن باستطاعته فعل شيء، ليس من السهل التفكير بأنه قادر على فعل شيء». بكل الأحوال، فإن أحد الكهنة الذي لا زال على قيد الحياة في ألمانيا قال أن القضية قد أغلقت نهائيًا، بينما قال الكاهن الآخر الذي توفي عام 2000 أن برجليو «عارض بشدة غير أنه لم يفعل شيئًا». البابا نفسه، أخبر وسائل إعلامية خلال تلك الفترة أنه «عمل من خلف الستارة وفي السر، من أجل إطلاق سراح المخطوفين وجميع معتقلي الرأي»، وكشف في المقابلة نفسها عام 2010 عن كونه يعطي أوراق هويته الخاصة لمن يشبهه حتى يتمكن من الفرار من الأرجنتين إذا ما كان ملاحقًا من الحكومة لأسباب سياسية. أدلوفو إسكوافيل، الحائز على جائزة نوبل للسلام عام 1980، قال «لا علاقة للبابا بالنظام الديكتاتوري، ولم يدعمه»، وقالت غراسييلا فرناندز ميجيدي، وهو عضو في البرلمان الأرجنتيني، ومدافعة عن حقوق الإنسان، أنه لا يوجد أي دليل يدل أن برجوليو دعم النظام الديكتاتوري في الأرجنتين؛ وصرّح ريكاردو لورينزيتي رئيس المحكمة العليا في الأرجنتين أن «برجوليو بريء تمامًا من أي تواطئ مع النظام الديكتاتوري في الأرجنتين».

#### العلاقة مع الحكومة
عارض البابا خلال رئاسته أبرشية بيونس آيرس عددًا وافرًا من قرارات الحكومة، خلال احتجاجات 2001 انتقد برجوليو طريقة تعامل الشرطة ووزارة الداخلية مع المتظاهرين. وفي عام 2004 وجه انتقادات للرئيس نيستور كيرشنير خلال الاحتفال بقداس العيد الوطني، ما دفع لإلغاءه في السنوات اللاحقة، وفي عام 2008 انتقد البابا السياسة الحكومية تجاه المزراعين ودعا لدعم الريف الأرجنتيني، وفي عام 2010 عارض بشدة قانونًا يتيح للمثلين الزواج وتبني الأطفال، وشارك عام 2012 في الذكرى الثلاثين لحرب الفوكلاند. وعلى صعيد علاقة النشاط السياسي بالأخلاق، فإنه حضّ «المشرعين، ورؤساء الحكومات، والعاملين في مجال الصحة» على تبني قوانين تحفظ حقوق الحياة منذ الحبل، ودعا للعمل وفق مبادئ الكنيسة الكاثوليكية بشأن الإجهاض وغيره من القضايا، وقال «إن الناس لا يستطيعون تبوأ المناصب، وفي الوقت نفسه السماح بارتكاب جرائم خطيرة ضد الحياة والعائلة، وهذا ينطبق خصوصًا على المشرعين والحكام». في حين أدى معارضته زواج المثليين لصراع مع الرئيس الأرجنتينية كريستينا فرنانديز دي كيرشنر، التي وصفت تفكير الكنيسة بأنه «من القرون الوسطى»، بكل الأحوال فإن الإجهاض لا يزال محظورًا في الأرجنتين. بعد انتخابه بابا، كانت الرئيسة كيشنر أول زعيم دولة يلتقي به البابا في لقاء خاص على مائدة الغداء، وتبادل خلاله الطرفان الهدايا التذكارية، فيما يشكل أساس تحسين العلاقات.

## انتخابه بابا

### المجمع المغلق

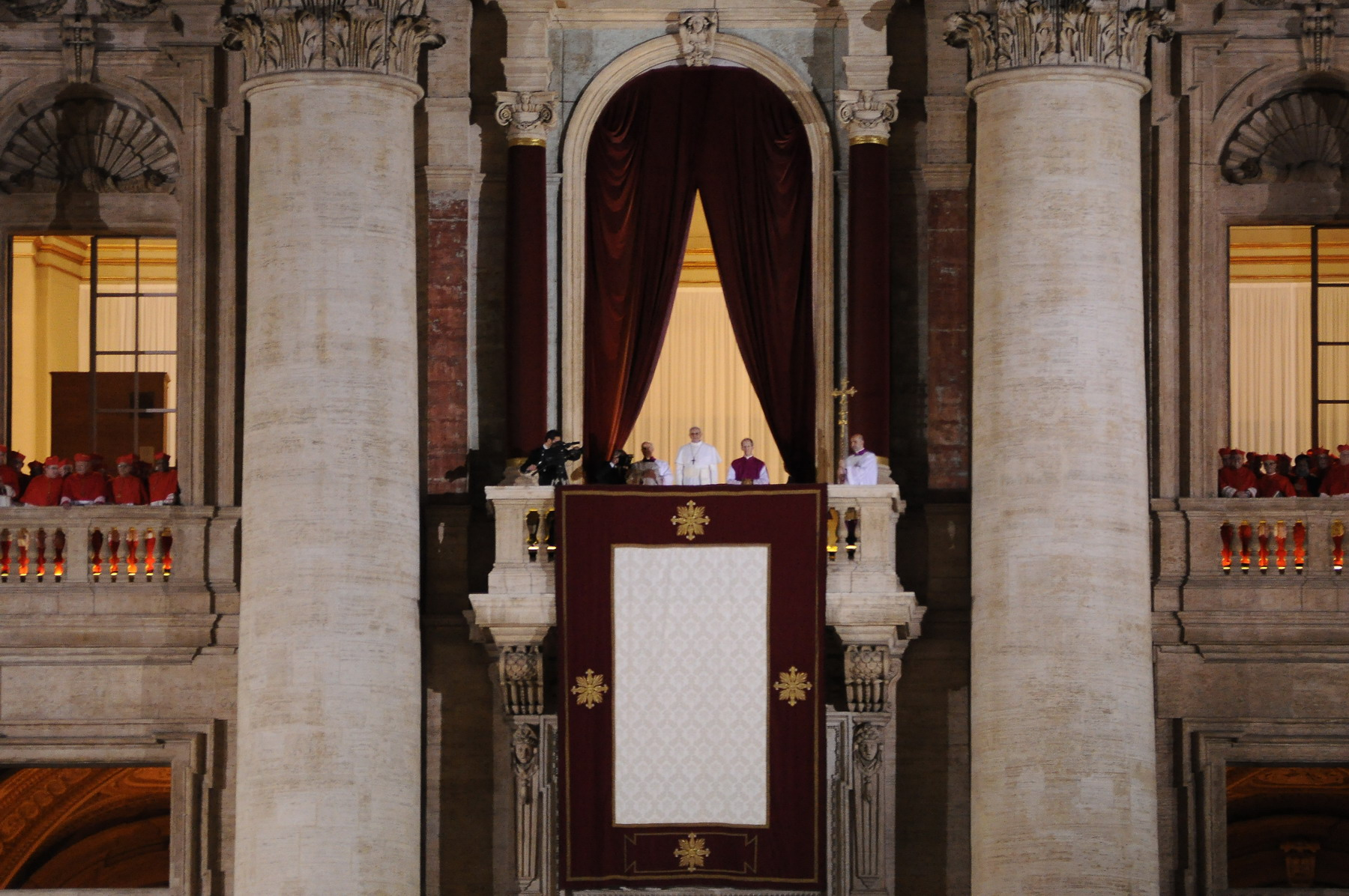
البابا فرنسيس يطل لأول مرة بعد انتخابه من شرفة كاتدرائية القديس بطرس بتاريخ 13 مارس 2013.

في 11 فبراير 2013 ومع بدء الصوم الكبير في الكنيسة الكاثوليكية تقدم البابا بندكت السادس عشر باستقالته بدافع التقدم بالسن، بعد حبرية دامت قرابة ثمان سنوات. البابا اختار أن تدخل استقالته حيّز التنفيذ بدءًا من 28 فبراير 2013. بموجب التقاليد الفاتيكانية فإن المجمع المغلق ينعقد بعد خمسة عشر يومًا على الأقل من وفاة البابا، غير أن البابا عدّل أحكام هذا القانون التنظيمي في حالة الاستقالة بحيث يمكن تقديم موعد المجمع المغلق؛ بحيث يمكن التئامه وانتخاب بابا قبل أسبوع الآلام وعيد الفصح بين 24 - 31 مارس 2013. مع سريان استقالة البابا حيّز التنفيذ، انعقدت الجمعية العامة لمجمع الكرادلة في 4 مارس، وحددت يوم 12 مارس موعد بدء المجمع. في 12 مارس 2013، احتفل الكرادلة بالقداس الإلهي في كاتدرائية القديس بطرس في الفاتيكان، وألقى عميد مجمع الكرادلة الكردينال آنجيلو سوداني عظة شدد فيها على أهمية أن «يمنح الربّ كنيسته راعيًا جديدًا»، ووجه فيها التحية إلى البابا الفخري بندكت السادس عشر، وتمنى أن يكون المجمع المغلق قصيرًا. بعد الظهر، توجه الكرادلة إلى كنيسة سيستين في موكب جماعي، مع ترتيل طلبة جميع القديسين ثمّ هلمّ أيها الروح الخالق باللاتينية، ثم أقسموا بحفظ السريّة، قبل أن تبدأ أولى جلسات التصويت، والتي لم تفض إلى نتيجة فتصاعد الدخان الأسود من مدخنة الكنيسة السيستينية مساء ذلك اليوم. في اليوم الثاني لعقد المجمع، لم تفض الجولتان الصباحيتان لتأمين أغلبية الثلثين، فانبعث الدخان الأسود مجددًا، مساء يوم 13 مارس 2013 وبعد الجولة الرابعة، توصل الكرادلة الناخبون لتأمين أغلبية الثلثين للكاردينال بورجوليو، فغدا بذلك الحبر المنتخب، وتصاعد الدخان الأبيض من كنيسة سيستين، بموجب الأعراف الكنسيّة مؤذنًا بالخبر، في واحد من أقصر المجامع المغلقة في تاريخ الكنيسة؛ كذلك قرعت الأجراس وهو تقليد أرساه البابا يوحنا بولس الثاني؛ وكان اسم الكاردينال الأرجنتيني من بين الأسماء المطروحة كمرشح رئيسي في الصحافة ووسائل الإعلام.
بعد تصاعد الدخان الأبيض وقرع الأجراس، أطل الكاردينال بمرتبة رئيس الشمامسة جون لوي توران على ساحة القديس بطرس لإعلام الحشود باسم البابا الجديد، بعد نحو نصف ساعة أطلّ البابا على الحشود وخلافًا للتقليد افتتح كلامه بعبارة مساء الخير، وطلب الصلاة من أجل سلفه بندكت السادس عشر، وكذلك طلب من الجماهير «أن تصلي كي يبارك الله أسقف روما»، قبل أن يقوم بتوجيه التحية التقليدية إلى المدينة والعالم.

### الاسم البابوي

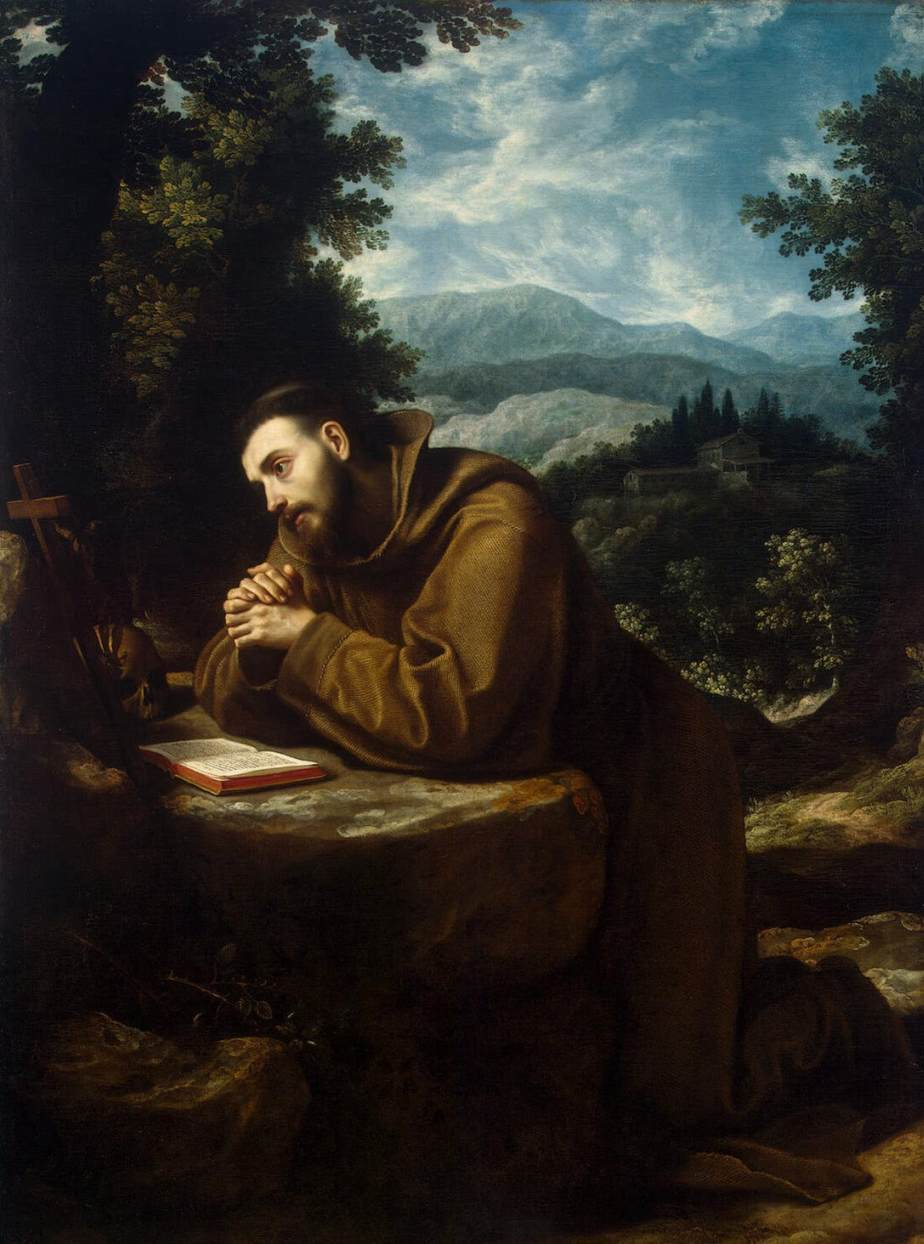
القديس فرنسيس الأسيزي، معلم للكنيسة الجامعة، ومصلح، عرف بدفاعه عن الفقراء.

باختياره اسم فرنسيس، كان البابا أول حبر منذ عهد البابا لاندو (913 - 914) لا يختار اسمًا استعمله أحد أسلافه، وكان أول بابا يتسمى باسم فرنسيس. التسمية جاءت تأسيًا بالقديس فرنسيس الأسيزي، الذي "لعب دورًا هامًا في تاريخ الكنيسة الكاثوليكية"، صحيفة التلغراف قالت: "إن اختيار البابا لهذا الاسم بالذات يكشف عن الخلفية التي جاء منها، وطريقته المتوقعة لإدارة الكنيسة ولكنه في الوقت ذاته صعّب من مهمته في المرحلة المقبلة... إذ يعرف القديس فرنسيس، الذي بزغ اسمه في القرن الثالث عشر بأنه كان من أتباع التيار الإصلاحي في الكنيسة، وقد ترك حياة الترف واختار حياة الزهد تاركًا عائلته وأصدقاءه، وبدأ بالدعوة إلى مساعدة الفقراء ونادى بإعادة بناء الكنيسة". وقد أشار الأب غيليرمو ماركو أقرب مساعدي البابا، أنه اختار "هذا الاسم من أجل محاربة الفقر، فلطالما كان من كبار المعجبين بفرنسيس الاسيزي". كذلك الأمر، فإن البابا بوصفه راهبًا يسوعيًا، يأتي اختياره اسم فرنسيس تكريمًا للقديس فرنسيس كسفاريوس، الإسباني، وأحد مؤسسي الرهبنة اليسوعية التي ينتسب إليها البابا. خلال لقاءه مع الصحفيين والإعلاميين بعيد انتخابه قال البابا أن الاسم الذي اختاره على اسم القديس فرنسيس الأسيزي المدافع عن الفقراء وقال البابا أنه يريد "كنيسة فقيرة، وتدافع عن الفقراء"، وأشار أيضًا إلى القديس فرنسيس بوصفه رجلاً يدافع عن السلام في عالم تتقاذفه الحروب" وعن دفاعه ومحبته للطبيعة في عالم يتجه نحو التلوث.

### الشعار البابوي

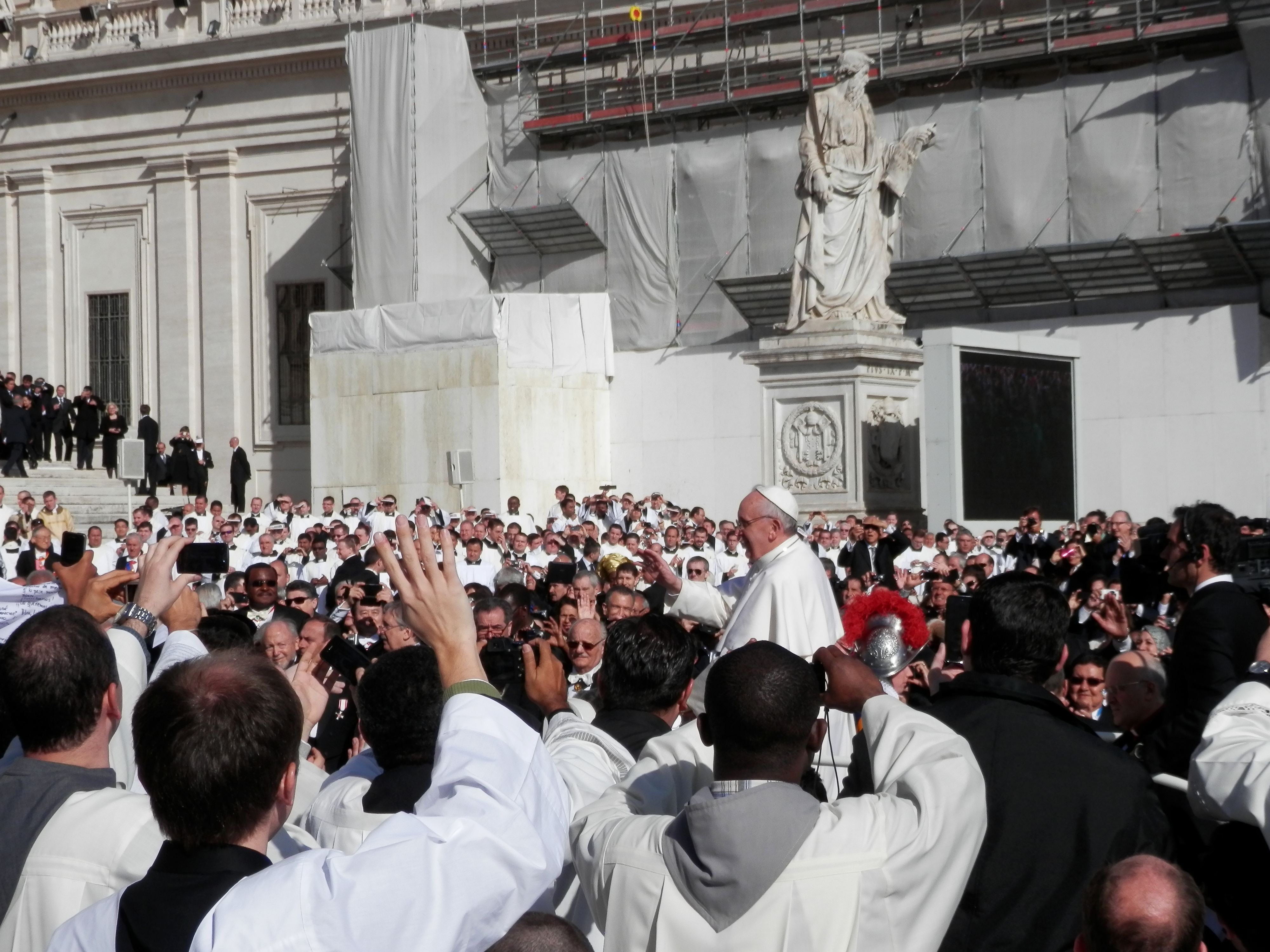
البابا فرنسيس بين المسيحيين في ساحة القديس بطرس قبيل قداس التنصيب.

حافظ البابا فرنسيس على السمات الأساسية في الشعار الذي كان قد اختاره منذ أن كان رئيسًا للأساقفة. شعار البابا فرنسيس، كسلفه بندكت السادس عشر اعتلاه تاج أسقف عادي لا التاج المثلث الذي كان قد ألغي أيام بولس السادس؛ وحافظ على الخلفية الحمراء والذهبية. الدرع الذي يتوسط الشعار، توسطه شعار الرهبنة اليسوعية التي ينتمي إليها البابا، والتي تشير إلى المسيح وتحوي ثلاث أحرف لاتينية هي اختصار المسيح مخلص الإنسان، شعار الرهبنة اليسوعية أساسًا هو شمس ساطعة يتوسطها أحرف لاتينية تختصر العبارة السابقة. إلى الأسفل من درع الشعار، نحو اليمين وضع عنقود عنب تشير إلى القديس يوسف، الذي يرمز إليه في تراث أمريكا اللاتينية بثمرة العنب، أما إلى اليسار وضعت نجمة تشير إلى مريم العذراء إذ إنّ «نجمة البحر» إحدى ألقابها التكريمية في الكنيسة الكاثوليكية. الشعار المكتوب للبابا، هو الرحمة والاختيار (باللاتينية: Miserando atque eligendo) والتي من الممكن أن تترجم أيضًا «بالرحمة، اختاره» أو «لأنه نظر إليه من خلال عيون الرحمة اختاره»، شعار البابا مقتبس من عظة للقديس بيد المبجل أحد معلمي الكنيسة الجامعة حول اختيار المسيح للقديس متى من متى 9: 9-13.

### ردود الفعل على انتخابه
اعتبرت الصحافة الإيطالية انتخاب البابا فرنسيس «ثورة في تاريخ الكنيسة»، في حين شهدت مسقط رأسه الأرجنتين «احتفالات صاخبة»، بينما اعتبر الرئيس الأمريكي باراك أوباما أنه «يحمل رسالة المحبة التي ألهمت العالم منذ أكثر من ألفي عام، والتي نرى من خلالها وجه الله»، وعمومًا فقد رحبت جميع دول العالم التي تتبادل التثميل الدبلوماسي والعلاقات مع الفاتيكان بانتخابه، وكذلك رؤساء الطوائف المسيحية الأخرى، فيما وصف بكونه «ترحيب دولي واسع». في حين اعتبرت صحيفة الجارديان، أن وجه البابا فرنسيس «غطى أغلفة الأغلبية الساحقة من صحف العالم». وعمومًا، فقد شارك في تغطية المجمع المغلق - دون إطلالة البابا الأولى - 2800 شبكة تلفزيونية و6000 مراسل صحفي، واحتلّ الحدث المركز الثاني بأكثر التغريدات على موقع تويتر في تاريخ الموقع، بمعدل 137.000 تغريدة في الدقيقة. وأطلقت أغنية بالبرتغالية والإيطالية بعنوان كيف تستطيع؟ ترحيبًا بانتخاب البابا الجديد، وقامت بلدية بيونس آيرس، بإطلاق اسمه على شارع كاتدرائية المدينة، حين كان يخدم قبل انتخابه، وكذلك مدارس والجامعات التي درس فيها.

### التنصيب

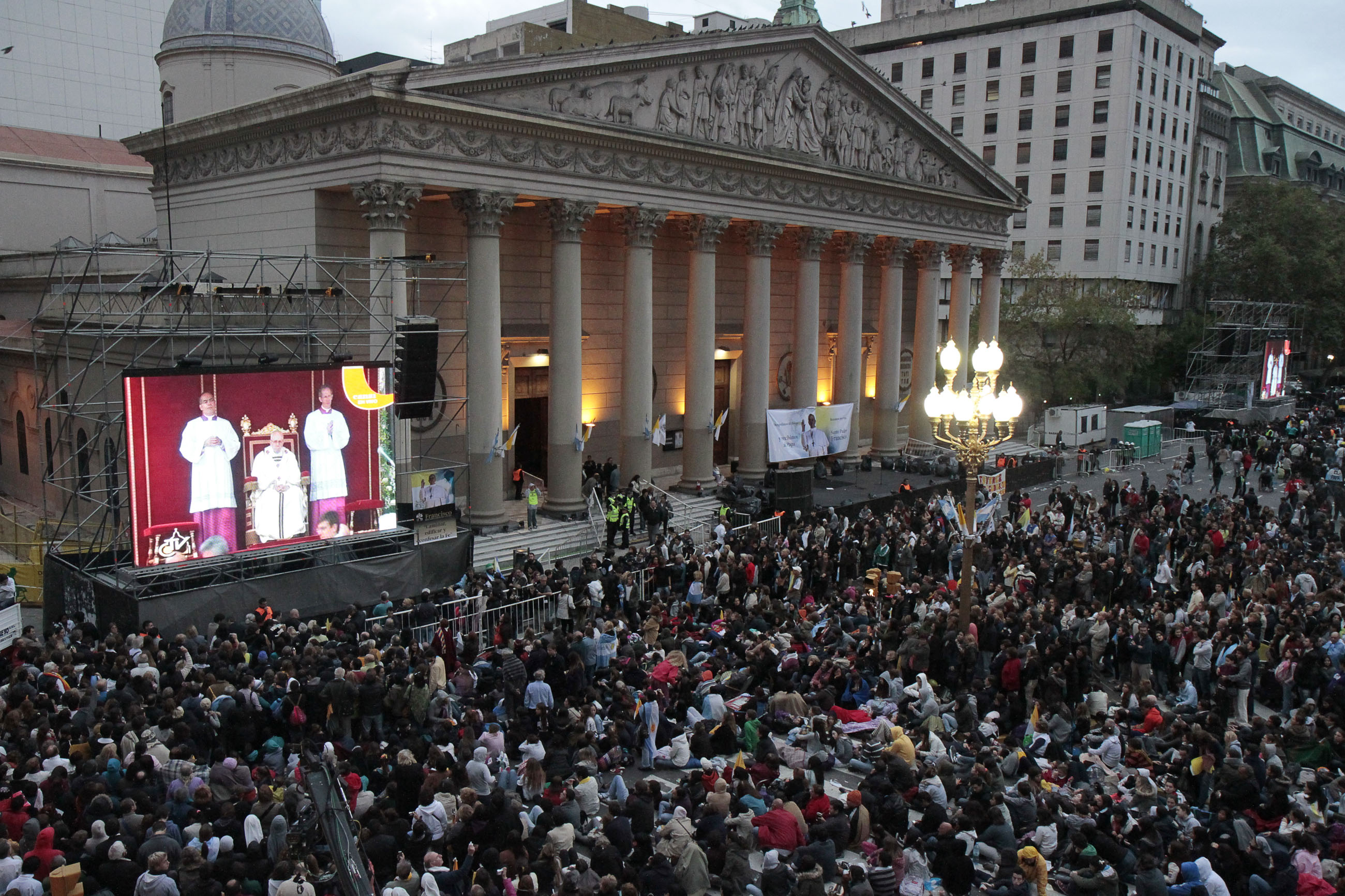
آلاف المسيحيين يحتشدون في ساحات العاصمة الأرجنتينية لمتابعة القداس الإحتفالي عبر الشاشات العملاقة.

بحسب القانون الكنسي فإنّ البابا يعتبر منصبًا من تاريخ انتخابه، غير أن العادة درجت على وجود «قدّاس بدء الخدمة البابوية» والمشهور في الإعلام باسم «التنصيب». تقلّد البابا وظيفته رسميًّا في قداس احتفالي تلاه استقبال رسمي للوفود المشاركة في 19 مارس 2013 في ساحة القديس بطرس، واختار البابا «الحماية» ليكون موضوع عظته، التي جاءت في عيد القديس يوسف «حامي العائلة المقدسة». ودعا فيه «جميع الذين لديهم مناصب مسؤولية في الحياة الاقتصادية والسياسية والاجتماعية ليكونوا حماة الخلق، والبيئة، والأطفال، والمسنين، والمحتاجين»، و«التصدي لعلامات الدمار في الخلق». حضر القداس نحو 200.000 شخص بالإضافة إلى وفود وزعامات دينية وسياسية من جميع أنحاء العالم، وقد حضره البطريرك برثلماوس الأول وهي المرة الأولى التي يحظر فيها بطريرك القسطنطينية المتقدم بينّ متساويين للكنائس الأرثوذكسية الشرقية منذ الانشقاق الكبير عام 1054، بكل الأحوال فإن الخطوة تأتي ضمن الحوار المسكوني.
في الأرجنتين، أعلنت المناسبة عطلة رسمية في المدارس والدوائر الحكومية لكي يتمكن الطلاب والموظفين من مشاهدة الحفل، ووصفه المسؤولين في مدينة بيونس آيرس بأنه «أحد الأحداث التي حصلت لدولة الأرجنتين»، ونصبت شاشات تلفزيونية عملاقة في ساحات بيونس آيرس ليتمكن الجميع من المشاهدة، وقد اتصلّ البابا الحشود في بيونس آيرس في مكالمة هاتفية كانت تمام الساعة 3.30 فجرًا بالتوقيت المحلي قائلاً: «لا تنسوا هذا الأسقف الذي رغم بعده يهتم بكم كثيرًا. صلوا لأجلي».

## بابويته

### تعديلات التشريفات البابوية
عُرف البابا فرنسيس منذ أن كان رئيس أساقفة بالبساطة والبعد عن التكلف في التقاليد. خلال الأيام الأولى من حبريته أجرى تعديلات عديدة على التقاليد البابوية، كمثال احتفظ بالصليب الحديدي الذي كان يرتديه كرئيس أساقفة ولم يرتد الصليب الذهبي الذي ارتداه سابقيه. كما أطلّ بغفارة - بطرشيل - عادية بيضاء اللون، بدلاً من الحمراء التي يفرضها التقليد. خلال استقباله الكرادلة في اليوم الأول بعد انتخابه، استقبل البابا الكرادلة واقفًا غير جالس على عرشه، وتوجه لمصافحة بعض الكرادلة مغادرًا مصطبة وقوفه المدعوة العرش البابوي. وخرق مجموعة أخرى من قواعد البرتكول المتعلقة باستقبال الكرادلة وكذلك السفراء، ورفض الإقامة في القصر الرسولي المقابل لساحة القديس بطرس، وفضل الإقامة في بيت القديسة مرثا، وهو نزل صغير لاستقبال ضيوف الفاتيكان، ليكون بذلك أول بابا منذ بيوس العاشر لا يتخذ من القصر الرسولي مقرًا دائمًا لسكناه، الأب فريدريكو لومباردي الناطق باسم الركسي الرسولي، قال بأن البابا، الذي أقام في بيت القديسة مرثا خلال انعقاد المجمع المغلق مع الكرادلة، سيستمر في الإقامة في غرفته التي شغلها خلال انعقاد المجمع بعد انتخابه، ولن يستخدم القصر الرسولي إلا للإطلالة على الحشود يومي الأحد والأربعاء كما هي العادة. وخلال احتفالات عيد الفصح[ ؟ ] لعام 2013 لم يوجه البابا التحيات التقليدية التي تكت عادة بـ 65 لغة، على الرغم من طباعتها.

### الإصلاحات في الكوريا الرومانية
على الصعيد التعديلات والإصلاحات في الكوريا الرومانية، فإنه في 16 مارس 2013 أقرّ البابا كافة الموظفين في دوائر الكرسي الرسولي في مراكزهم السابقة لحين «صدور تعيينات جديدة»، في اليوم نفسه عيّن البابا ألفريد جوسيب سكرتيرًا شخصيًا له. في 6 أبريل، عيّن البابا أمينًا جديدًا لمجمع الرهبنات وجمعيات الحياة الرسولية بعد شغور دام لعدة أشهر؛ ألغى البابا المكافآت التقليدية التي تدفع للموظفين في الفاتيكان بعد انتخاب البابا الجديد والتي يقدر مجموعها بعدة ملايين من اليورو، واستعاض عنها بالتبرع للجمعيات الخيرية. في 13 أبريل 2013 عيّن البابا مجلسًا استشاريًا من ثمانية كرادلة، بوصفهم «مجلس استشاري» يقدم النصح والمشورة دون أن يكون لهم حق إصدار القرارات، تشكيل المجلس جاء متوافقًا مع فلسفة البابا بخصوص «جماعية اتخاذ القرارات». أما العمل الأساسي الذي أنيط بالمجلس هو إعادة النظر في الدستور الرسولي المنظم للكوريا الرومانية، ومعالجة النقد الموجه لها؛ وسيجتمع المجلس للمرة الأولى بين 1-3 أكتوبر. وصفت الصحافة الإيطالية القرار بأنه «يمثل ثورة في حد ذاته»، التقارير الصحفية أفادت بأن نظام السريّة والغموض الذي يحيط بالإدارة الفاتيكانية سيكون من الأمور الهامة التي ستناقش اللجنة كيفية معالجتها.

### تطويب قديسين
في 12 مايو 2013 احتفل البابا بأول عملية تطويب قديسين خلال ولايته، شملت القديسة لورا من كولومبيا، والقديسة ماريا غوادالوبي غارسيا زافالا من المكسيك و‌شهداء أوترانتو من إيطاليا؛ وقال البابا خلال الإعلان: «عندما نعلن قداسة شهداء أوترانتو، نسأل الله الدعم للكثير من المسيحيين الذين ما زالوا يعانون من العنف، ليمنحهم الشجاعة والقوة للرد على الشر بالخير».

## التعليم

### التعليم اللاهوتي
خلال عظاته ركز التعليم اللاهوتي للبابا على الشهادة في المسيحية، قال البابا بأنّ: «زمن الشهداء لم ينته... في الكنيسة أعداد كبيرة من الرجال والنساء الذين يتعرضون للوشاية، ويضطهدون، وتقتلهم الكراهية للمسيح: فمنهم من قتل لأنه كان يعلم المبادئ المسيحية، ومنهم من قتل لأنه كان يحمل الصليب. وفي عدد كبير من البلدان، كانوا ضحايا الوشاية وتعرضوا للاضطهاد، وهم إخوتنا وأخواتنا الذين يتألمون في زمن الشهداء». ودعا للصلاة من أجل «جميع المسيحيين الذين يتعرضون للاضطهاد من أجل اسم المسيح»، شدد البابا خلال عظاته أيضًا على أهمية ترسيخ «ثقافة التلاقي» بدلاً من ثقافة التنابذ والخلافات، والسلام. وجهة نظر البابا للسلطة، عبر عنها بالقول بأنّ «السلطة الحقيقية هي في الخدمة».
يركز البابا فرنسيس في تعليمه اللاهوتي أيضًا على الرحمة «أقوى رسالة من الرب»، وهو ما ينسجم مع اختياره الرحمة كشعاره البابوي. خلال إحدى عظاته الأولى قال البابا: «إن الله لا يملّ من أن يغفر لنا خطايانا، ويسمعنا كلمات رحمته التي تغير كل شيء... لا تكفوا أبدًا عن طلب المغفرة من الله، لا يوجد خطيئة لا يمكن لله أن يغفرها إن نحن التجئنا إليه»، وعبّر عن أنه «لندع رحمة الله تجددنا». البابا أيضًا يعتبر الأخلاق «إجابة ودعوة من الإنسان لرحمة الله»: «ليست الأخلاق مجرد جهد تقني صادر عن إرادة فحسب، بل هي مسؤولية تجاه رحمة الله... الأخلاق لا تسقط أبدًا بل دومًا تنهض من جديد». يبدي البابا فرنسيس في فكره اللاهوتي أيضًا اهتمامًا بالتبشير، وقد قال أنه يجب البحث دمًا عن طرق جديدة «لنشر رسالة الإنجيل»، والكنيسة «ليست ذات رسالة محصورة فقط بمؤمني شعب الله، بل تتيجة إلى جميع العالم في بشارة جديدة»، وشد بأنه يجب على الكنيسة أن «تبحث دومًا عن طرق جديدة للتبشير».

### التعليم الاجتماعي

#### مستضعفي المجتمع
في عام 2007، استنكر بيرجوليو ما وصفه تسامح مجتمعنا مع الاعتداء على الأطفال و«التخلص من كبار السن». تحدث بقوة ضد الاعتداء على الأطفال ووصفه بأنه «إرهاب ديموغرافي»، وقال «الأطفال يتعرضون لسوء المعاملة، وبعضهم ليسوا متعلمين وأخرون لا يستطيعون الأكل. والكثير منهم يُستغلون في البغاء واستغلالهم»، وتكلم ضد «ثقافة النبذ» لكبار السن والتعامل معهم كما لو لم يكن لهم قيمة. أكّد البابا في عظته بعيد انتخابه «أولوية المحبة المسيحية تجاه مستضعفي المجتمع، وهي محبة بالممارسة وليس بالتعبير، محبة تترجم نفسها بخدمة الفقير والمريض والمظلوم والسجين، أي كل هؤلاء الذين ينبذهم مجتمعهم».

#### العدالة الاجتماعية
في 30 سبتمبر 2009، تحدث بيرجوليو في مؤتمر نظمته كلية الدراسات العليا في الأرجنتين بعنوان «الديون الاجتماعية في عصرنا»، قائلاً: «الفقر المدقع والهياكل الاقتصادية الظالمة التي تسبب عدم المساواة كبيرة، تشكل انتهاكات لحقوق الإنسان». وأكمل بوصف الديون الاجتماعية بأنها «غير أخلاقية وغير عادلة وغير شرعية».
خلال إضراب لمدة 48 ساعة لموظفي عام في بوينس آيرس عاصمة الأرجنتين، لاحظ بيرجوليو الاختلافات بين الفقراء والأغنياء وقال: «الفقراء يتعرضون للاضطهاد بسبب مطالبتهم العمل، ويُصفق للأغنياء عندما يفرون من وجه العدالة».

#### حماية البيئة
أدان البابا «الاستغلال الجائر» للموارد الطبيعية وحث جميع البشر على أن يكونوا «حراسًا» للطبيعة. وقال البابا في عظة قداس تنصيبه: «عندما يخون الإنسان هذه المسؤولية، وعندما لا نعتني بالخلائق والإخوة، نفسح المجال للدمار ويجف القلب. في كل عصر من التاريخ، وللأسف، هناك»هيرودس[ ؟ ]«أي أشخاص يخططون مشاريع موت، يدمرون ويعكرون وجه الرجل والمرأة».

#### المثلية الجنسية
يعتبر البابا مدافعًا عن تعليم الكنيسة الكاثوليكية الاجتماعية بخصوص المثلية الجنسية: «إنّ الله خلق الإنسان، رجلاً وامرأة، وأعدهما جسديًا الواحد للآخر، في نظام قائم على العلاقة المتبادلة، يثمر في وهب الحياة للأولاد، لهذا السبب لا توافق الكنيسة على الممارسات المثلية، لكنّ المسيحيين مدينون لجميع البشر، بالاحترام والمحبة، بغض النظر عن توجههم الجنسي، لأنّ جميع البشر هم موضع اهتمام الله ومحبته». رغم ذلك، فقد مرر البرلمان الأرجنتيني، قانونًا يسمح بزواج المثليين وتبني الأطفال، وهو ما اعتبره برجوليو «خطأ إنثربولوجي» وأحد أشكال «التمييز المبكر ضد الأطفال».

#### الإجهاض والقتل الرحيم
في عام 2007، كرئيس أساقفة وكاردينال بوينس آيرس، قدم بيرجوليو النسخة النهائية من البيان المشترك الصادر عن أساقفة أمريكا اللاتينية المسمى «وثيقة أباريسيدا» بعد إقرار البابا بندكت السادس عشر له. نصت الوثيقة على ضرورة الامتثال وقبول تعاليم الكنيسة ضد «جرائم نكراء» مثل الإجهاض والقتل الرحيم:
«نأمل أن المشرعين ورؤساء الحكومات، والعاملين في مجال الصحة، سيدركون كرامة الحياة الإنسانية وأهمية العائلة في شعوبنا، وسيدافعون عن حمايتها من جرائم نكراء مثل الإجهاض والقتل الرحيم، وهذه هي مسؤوليتهم. ونحن نلزم أنفسنا» تماسك إفخارستي«، بما معناه، يجب أن نكون واعين بأن الناس لا يستطيعون الحصول على القربان المقدس وفي الوقت نفسه هم يعملون ضد الوصايا، ولا سيما عندما يوافقون على الإجهاض والقتل الرحيم، وغيرها من الجرائم الخطيرة ضد الحياة والعائلة، وهو ينطبق خصوصًا على مسؤولية المشرعين والحكام، والعاملين في مجال الصحة». وقد وصف الحركة المؤيدة للإجهاض باعتباره «ثقافة الموت»، وكان يعارض توزيع وسائل منع الحمل مجانًا في الأرجنتين.

### العلاقة بالمذاهب والأديان الأخرى

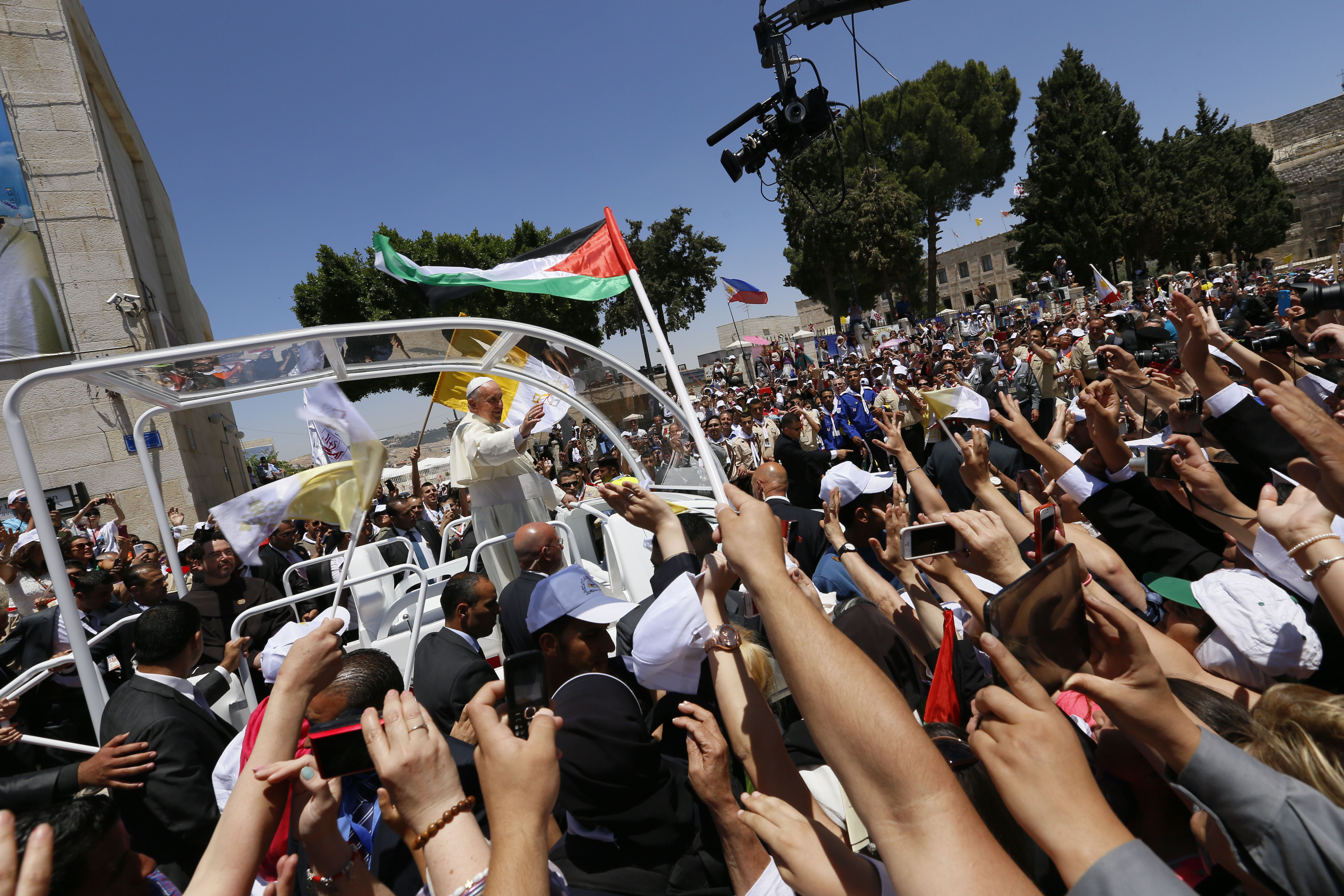
البابا فرنسيس يلوح للجمهور عقب انتهاء قداسٍ أقامه في مدينة بيت لحم.

قال البابا فرنسيس في لقاءه مع ممثلين عن مختلف الأديان الأخرى بعيد انتخابه في الفاتيكان، بأن الكنيسة الكاثوليكية تحترم جميع الأديان الأخرى، التي تحاول الوصول إلى الله والإجابة عن الأسئلة الوجودية بالنسبة للبشر. ويُعرف عن البابا رغبته بالتقريب مع الكنائس المسيحية الأخرى داعياً لمزيد من الوحدة بين جميع المؤمنين بالمسيح. الأمر لا يتوقف على الكنائس المسيحية، على سبيل المثال فقد هنأ الدالاي لاما البابا فرنسيس بانتخابه وقال أنه متشوق للقائه كما التقى الباباوات الثلاثة السابقين. انتقد فرنسيس ما وصفه بـ«محاولات القضاء على الله وكل ما هو إلهي وهو ما أدى إلى عنف كارثي في كثير من الأحيان»، ولكنه أضاف أن بامكان المؤمنين والملحدين أن يكونوا «حلفاء أقوياء في جهودهم للدفاع عن الكرامة الإنسانية وبناء التعايش السلمي بين كل الناس والحماية الحريصة على الكون».

#### الكنائس الأرثوذكسية والبروتستانتية
بعيد انتخابه قال البابا بأن جميع المؤمنين بالمسيح يجب أن يكونوا واحدًا. منذ أن كان أسقفًا عمل البابا على إنهاء أي مظهر من مظاهر الشقاق مع الكنائس الأرثوذكسية الشرقية، وكان يشارك بصلوات تقام في الكنيسة الروسية الأرثوذكسية في بيونس آيرس، وشجع نمو العلاقات بين الكنيسة الأرثوذكسية والحكومة الأرجنتينية. هذه العلاقات الطيبة انعكست بحضور بطريرك القسطنطينية برثلماوس الأول، الأول بين بطاركة الكنائس الأرثوذكسية الشرقية المتساوين، حضور حفل تنصيب البابا في روما، «للمرة الأولى في التاريخ تعبيرًا عن صدق الأخوة بين الكنيسة الكاثوليكية والأرثوذكسية»، وعبّر البطريرك عن سعادته بنشاط البابا على صعيد العولمة والعدالة الاجتماعية ومحاربة الفقر. على صعيد العلاقة مع الكنائس الأرثوذكسية المشرقية، فقد أبرق البابا تواضروس الثاني برسالة تهنئة معبرًا أنه «استقبل بفرح وابتهاج أنباء اختيار البابا الجديد» ووصف الانتخاب «بالخيار المبارك»، وقد رد البابا ببرقية شكر طالبًا «أن يذكره بصلاته»؛ لاحقًا عبّر البابا تواضروس الثاني عن رغبته في زيارة الفاتيكان ولقاء البابا شخصيًا.
أما من ناحية العلاقة مع ثالث العائلات المسيحية، فقد وصف البابا فرنسيس بكونه «صديق للبروتستانتية»، ويفهم «جيدًا مناحيها الفكرية واللاهوتية»، وقد عبّر الأنجليكان و‌اللوثريون في الأرجنتين «عن السعادة والترحيب» عند انتخابه بابا، معربين أن «أواصر الصداقة، والعمل المشترك، سيزداد وثاقة» مع البابا فرنسيس. لويس باولا، وهو أحد قسس البروتستانت الإنجيليين وكان مسؤولاً ماليًا في أبرشية بيوس آيرس الكاثوليكية خلال رئاسة برجوليو للأرشية، وصف البابا بالصديق الذي «كنا نقرأ الكتاب ونصلّي سوية، وتنتناول الغداء، لدينا علاقات صداقة قوية قائمة على الثقة». باولا قال أيضًا عن العلاقة مع البروتستانت بأنها علاقة «بناء الجسور، وإظهار الاحترام، ومعرفة الاختلافات، غير أن الأساسيات جميعنا متفقين عليها، يسوع المسيح، القائم من بين الأموات، والمنتظرين لمجيئه الثاني». رئيس جميعة الكتاب المقدس البروتستانتية في الأرجنتين، طلب البابا في برقية صلاتهم لنيل البركة والتوفيق، ما دفع رئيس الجمعية المذكورة للتصريح «شبكنا أيدينا، نحو 6000 شخص، وصلينا له».

#### اليهودية
كان للبابا، منذ أن كان رئيسًا للأساقفة، علاقات وثيقة مع اليهود في الأرجنتين، وقد حضر صلوات يهودية في كنيس بيونس آيرس عام 2007، حيث قال خلال زيارته "أنا حاج معكم، أيها الإخوة الأكبر"، وهي العبارة التي أطلقها يوحنا بولس الثاني عام 1987 في وصف اليهود. في عام 1994 وبعد تفجير بيونس آيرس الذي استهدف مقر إحدى الجمعيات اليهودية وأفضى إلى مقتل 85 شخصًا، كان البابا أول شخصية عامة توقع على عريضة إدانة الهجوم والدعوة لتحقيق العدالة. العديد من القيادات اليهودية في جميع أنحاء العالم، وليس فقط في الأرجنتين، عبّرت عن شكرها "لمستوى التضامن العالي مع المجتمع اليهودي في الأرجنتين" في أعقاب هذا الهجوم.
كذلك، فقد تعاون البابا خلال رئاسته الأساقفة في بيونس آيرس مع الرئيس السابق للمؤتمر اليهودي العالمي، إسرائيل سنغر، خلال بداية العام 2000 في توزيع المساعدات لفقراء المجتمع، كجزء من برنامج مشترك بين اليهود والكاثوليك؛ وقد عبّر سنغر عن إعجابه بتواضع برجوليو. وقد شملت خطوات البابا الأخرى العديدة من دعم المجتمع اليهودي، استضافته في كاتدرائية بيونس آيرس الكبرى، للنصب التذكاري ضمن احتفالات ليلة البلور اليهودية التي تعتبر من ذكريات الهولوكست. وأصدر عام 2010، بالتعاون مع الحاخام الأرجنتيني أبراهام سكوركا، كتابًا حواريًا بعنوان في السماء والأرض، ناقشا فيه قضايا دينية وأخلاقية متنوعة. وقد عكس هذا العمل المشترك عمق التزامه بالحوار اليهودي المسيحي، حتى قبل توليه البابوية. وكان من أول أعماله بعد انتخابه، أنه كتب رسالة إلى حاخام روما دعاه فيها لحضور قداس التنصيب الحبري.

#### الإسلام
بعد انتخاب البابا، رحب رجال الدين المسلمين في الأرجنتين بخبر انتخابه، وقالوا في بيان أنه «أظهر نفسه دائمًا كصديق للمجتمع الإسلامي»، وأنه شخص يقف موقف «الداعم للحوار». كان البابا خلال رئاسته أساقفة بيونس آيرس قد زار مسجد ومدرسة إسلامية في المدينة، ودعا إلى تعزيز العلاقة بين الكنيسة الكاثوليكية والإسلام. سومر النوفري، وهو الأمين العام للمركز الإسلامي في الأرجنتين قال بأن الإجراءات التي اتخذها البابا في الماضي جعل من خبر انتخابه سبب «فرح في المجتمع الإسلامي في الأرجنتين، وتوقع تعزيز الحوار بين الأديان»؛ وقال أيضًا أنه خلال عقد من الزمان ساهم البابا مساهمة فعالة في الحوار بين المسيحيين والمسلمين، وأنه «ترك تأثيرًا كبيرًا في تاريخ العلاقات بين الأديان الموحدة». في حين دعت منظمة التعاون الإسلامي «لتحسين العلاقات» مع الإسلام، وقال أمينها العام أكمل الدين إحسان أوغلو أنه يجب استثمار المناسبة «لاستعادة الصداقة الحميمية بين الديانتين السماويتين». في حين أرسل أحمد الطيب شيخ الجامع الأزهر، تهانيه للبابا الجديد، وكان الأزهر قد قطع علاقاته مع الكرسي الرسولي في أعقاب حبرية بندكت السادس عشر؛ إعادة العلاقات وجدت «دليل انفتاح في المستقبل». أيضًا ففي لقاءه الأول مع سفراء نحو 180 دولة حول العالم، قال البابا أنه سيهتم «خصوصًا، بالحوار مع المسلمين»، ورحب بحضور الكثير من القادة المدنيين والدينيين قداس تصيبه، وخلافًا للقانون الكنسي والتقليد قام البابا خلال استذكار غسل المسيح أرجل تلاميذه، قام البابا بالغسل حسب التقليد لاثني عشر شخصًا اثنان منهم مسلمين.
وقّع البابا فرنسيس والشيخ أحمد الطيب، إمام الأزهر الأكبر، في 4 فبراير 2019 في أبو ظبي، وثيقة الأخوّة الإنسانيّة من أجل السلام العالمي والعيش المشترك، والمعروفة أيضًا باسم إعلان أبو ظبي. هذا الإعلان له نفس الروحية التي ألهمت لاحقًا القرار الذي حدد 4 فبراير يومًا عالميًا للأخوة الإنسانية، وصرّح بذلك الأمين العام للأمم المتحدة، أنطونيو غوتيريش، في مناسبات مختلفة. على أساس وثيقة الأخوة الإنسانية، أنشئت اللجنة العليا للأخوة الإنسانية، وهي لجنة دوليّة أُنشئت لتحقيق تطلّعات الوثيقة. في رسالته العامة «فراتيلي توتي»، ذكر البابا فرنسيس أنها مستوحاة من اجتماعه بالشيخ أحمد الطيّب.

## قضايا جدلية
منذ عام 2016، تكثفت الانتقادات على البابا فرنسيس ولا سيما من اللاهوتيين المحافظين. انتقد البعض أسلوبه الإداري الذي رأوا أنه ضد المحافظين المعارضين. وصفت «المقاومة ضد أجندة فرنسيس» بأنها «فريدة» في الآونة الأخيرة في تاريخ الكنيسة.

### ادعاءات بالتجديد اللاهوتي
اتهم الأسقف فيلاي من أخوية القديس بيوس العاشر فرنسيس بالتجديد اللاهوتي (Modernism). من مقتطف من مقابلة لفرنسيس مع الصحفي الملحد Scalfari، قال الأسقف بأن فرنسيس يبدو أنه يدعم النسبوية. جدير بالذكر أن التجديد اللاهوتي تمت إدانته في المنشور البابوي "Pascendi dominici gregis" من البابا بيوس العاشر.

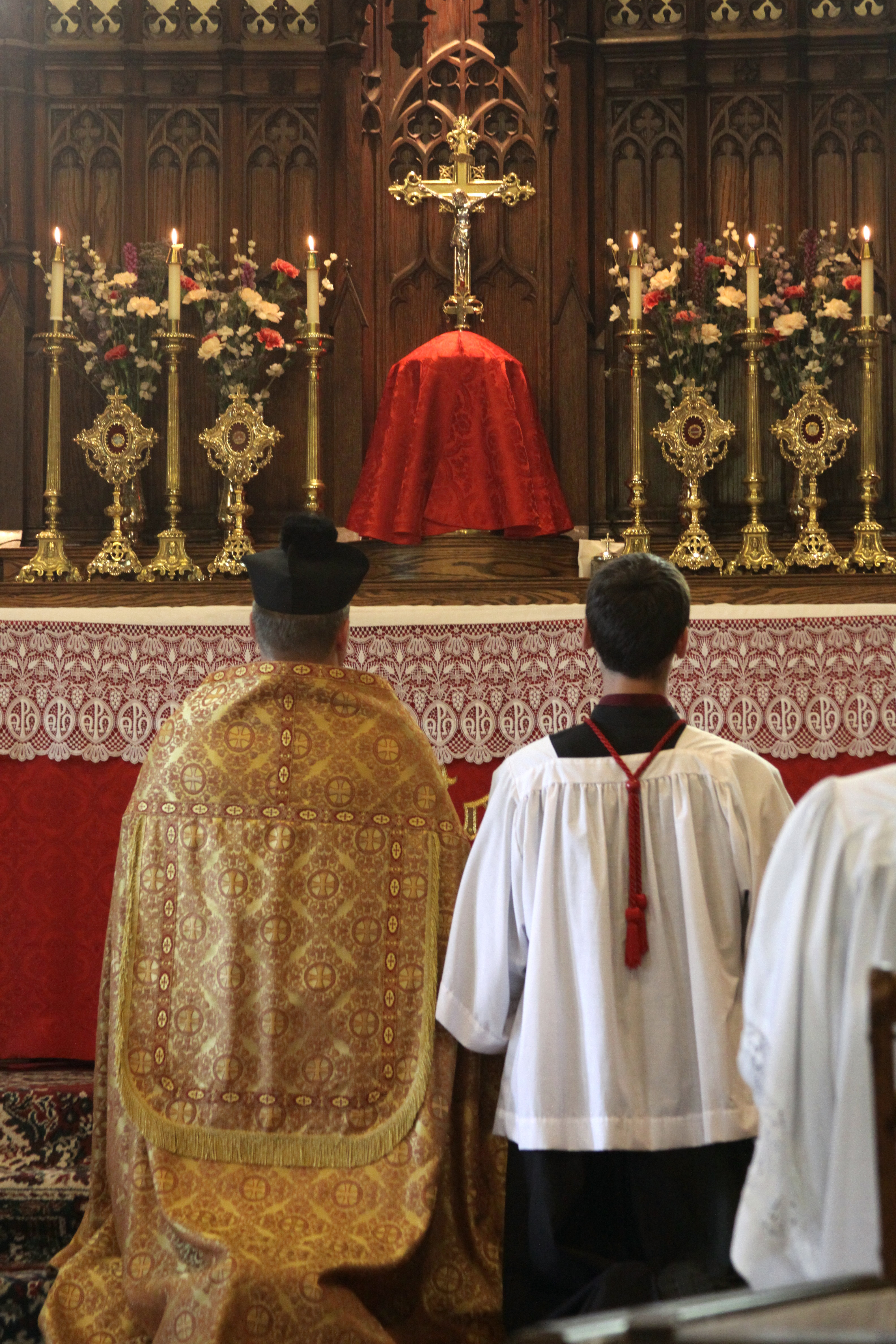
التقليديون خاصة هم من منتقدي فرنسيس.

### الاعتداءات الجنسية
تلقى فرنسيس انتقادات في عام 2013 بسبب الظهور من على شرفة كاتدرائية القديس بطرس مع الكاردينال البلجيكي جودفريد دانييل، وكذلك بسبب التعيينات التي تلقاها من فرنسيس. دانييل كان قد سبق له أن أوصى بالصمت على الجرائم الجنسية التي ارتكبها الكهنة. في عام 2014، أثارت إعادته لماورو إنزولي -الذي عُزل في عام 2012 بسبب الاعتداء جنسيا على قاصرين- أثارت الجدل.
في عام 2015، انتُقد فرنسيس بسبب دعم الأسقف التشيلي خوان باروس، الذي اتهم بالتستر على جرائم جنسية مرتكبة ضد قاصرين. في فبراير عام 2017، مزيد من الانتقادات جاءت من ناجين من اعتداءات جنسية من رجال الدين عندما كُشف أن فرنسيس قد جعل العقوبة الموصى بها من الكنيسة على رجال الدين الذين أدينوا بتهمة الاعتداء الجنسي «عمر من الصلاة» بدلا من التوصية بسجنهم. في عام 2018، اعترف فرنسيس بأنه ارتكب «أخطاء فادحة في الحكم» على باروس، واعتذر للضحايا وأطلق تحقيقا أدى لإقدام جميع الأساقفة النشطين في تشيلي على الاستقالة.
اعتذر فرنسيس عن جرائم الاعتداء الجنسي على الأطفال في الكنيسة. ومع ذلك كانت دعوات على نطاق واسع تدعو إلى اتخاذ إجراءات أقوى ضد المعتدين. على سبيل المثال، جمعت «أخبار 7» اعتذار فرنسيس عن «فشل الكنيسة الكاثوليكية في معالجة عقود من الاعتداء الجنسي» البغيض«من كهنة متحرشين بالأطفال»، جنبا إلى جنب مع لقطات من خطاب التاوسيتش ليو فرادكار وعدة احتجاجات. شملت العناوين الرئيسية في صحيفة الغارديان: «رئيس الوزراء الأيرلندي: حان الوقت لإبعاد الكنيسة الكاثوليكية من مركز المجتمع»، و«البابا فرنسيس فشل في التعامل مع ادعاءات التحرش الأمريكية، وفقا لمبعوث الفاتيكان السابق». ذكر فراداكار تقرير هيئة المحلفين عن الاعتداءات الجنسية في ولاية بنسلفانيا، وأشار إلى «الجرائم الوحشية التي يرتكبها أشخاص داخل الكنيسة الكاثوليكية، والتي تُحجب لحماية المؤسسة على حساب الضحايا الأبرياء».
في 25 أغسطس عام 2018، بعد أيام من إصدار فرنسيس اعتذارا عن انتهاكات رجال الدين في الولايات المتحدة. وقبل اعتذاره في أيرلندا، أصدر كارلو ماريا فيجانو رسالة من 11 صفحة والتي قال فيها أن فرنسيس قرر إزالة قيود البابا بندكت السادس عشر المفروضة على الكاردينال ثيودور إدغار مكاريكالمعروف بسلوكه الجنسي المسيء، وقام بالترويج له كمستشار موثوق به. وفقا لفيجانو، كان فرنسيس «يعرف على الأقل منذ 23 يونيو 2013 أن مكاريك مفترس متسلسل. عرف بأنه كان رجلا فاسدا وقام بالتستر عليه حتى النهاية.» دعا فيجانو فرنسيس إلى الاستقالة. فرنسيس اعترف بأنه قرأ رسالة فيجانو لكنه قال أنه لن يعلق عليها علنا.
تجدد التدقيق حول دور فرنسيس في حالة الاعتداء الجنسي الأكثر شهرة في الأرجنتين. في عام 2010 قام فرنسيس بتكليف دراسة قانونية خاصة ضد الأب خوليو غراسي، وهو كاهن أدين بتهمة الاعتداء الجنسي على الأطفال، والتي خلصت إلى أنه كان بريئا وأن ضحاياه كانوا يكذبون وأن القضية ضده لا ينبغي أبدا أن تذهب إلى المحاكمة. أرسل التقرير إلى بعض القضاة الأرجنتينيين الذين قاموا بالحكم في القضية. على الرغم من الدراسة، أيدت المحكمة العليا حكم الإدانة. غراسي -والذي كان يعتبر الكاردينال فرنسيس آنذاك مؤيدا له- قُيدت ممارسته لأي كهنوت. ومع ذلك، بعد 18 شهرا من الحكم النهائي، غراسي لم يُعزل.
دعا فرنسيس كل رؤساء مؤتمرات الأساقفة الكاثوليك في العالم لعقد اجتماع في روما بخصوص الاعتداءات الجنسية من رجال الدين في فبراير عام 2019، في أول استدعاء عالمي من هذا النوع من بابا.
عقب ادعاءات الاعتداءات الجنسية الجديدة، انخفضت شعبية فرنسيس كثيرًا في الولايات المتحدة. في سبتمبر عام 2018، 48% فقط من الأميركيين كان لهم نظرة إيجابية عن فرنسيس. وفقا لتقرير نشر في مجلة "دير شبيغل" في سبتمبر عام 2018، «وعد البابا فرنسيس عند توليه منصبه بكاثوليكية متجددة عالمية. إلا أنه بعد خمسة سنوات ونصف وبعد العديد من حالات الاعتداء الجنسي، الكنيسة أصبحت أكثر انقساما عن أي وقت مضى.»
في 11 أكتوبر 2018، قبل البابا فرنسيس استقالة الكاردينال دونالد Wuerl رئيس أساقفة واشنطن العاصمة، والذي كان قد تورط في التغطية على اعتداءات جنسية في بنسلفانيا.

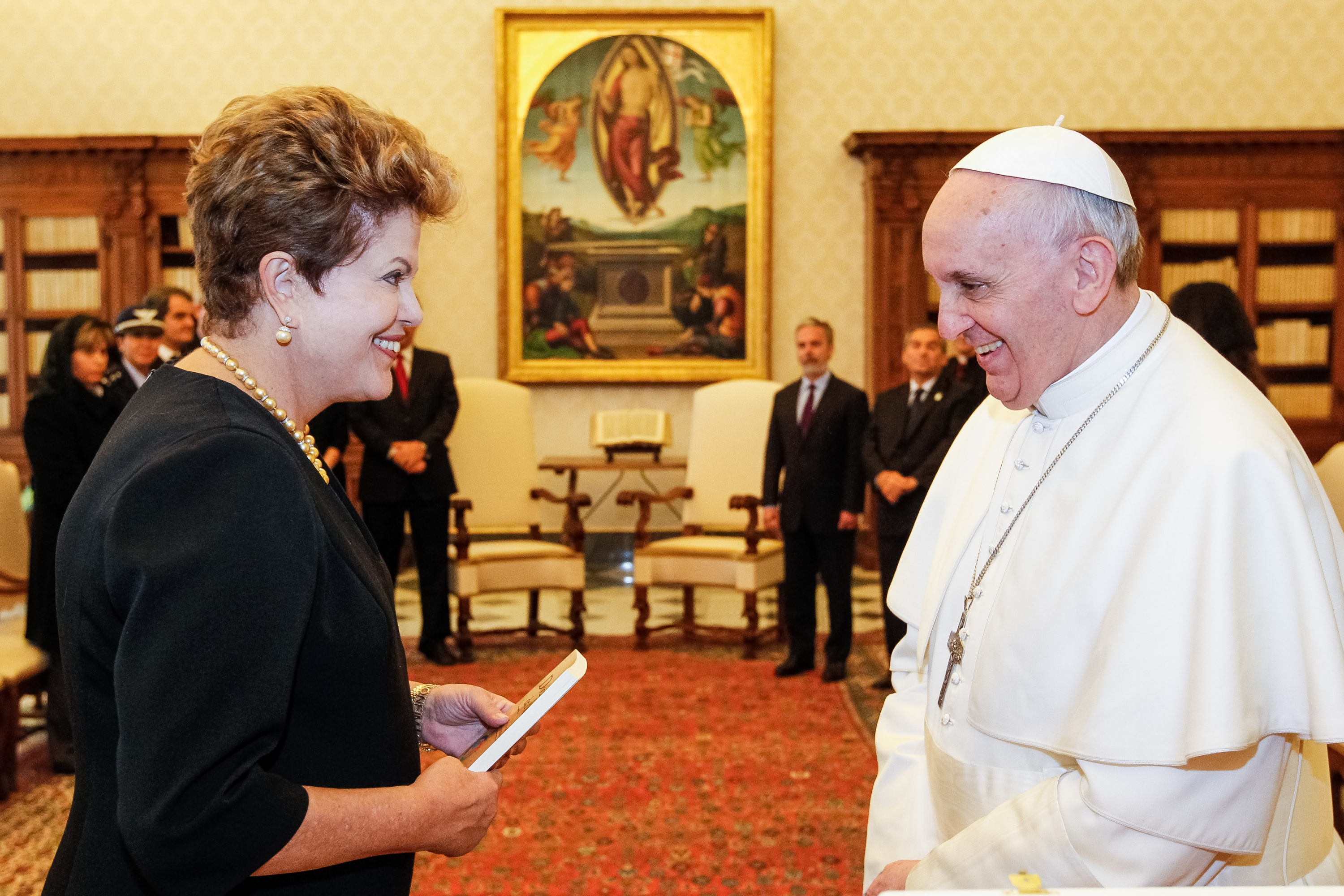
فرنسيس مع الرئيسة البرازيلية حينها ديلما روسيف

### أموريس ليتيسيا، والأفخارستيا للمطلقين الذين تزوجوا مدنيا
ثار جدل من الناحية اللاهوتية بعد نشر تحضيرية أموريس ليتيسيا، خاصة فيما يتعلق بما إذا كان الإرشاد قد غير عقيدة الكنيسة الكاثوليكية بشأن إمكانية منح أسرار التوبة والإفخارستيا للأزواج المطلقين الذين قد تزوجوا مدنيا. كانت النقطة اللاهوتية الرئيسية هي السؤال عما إذا كانت الكنيسة الكاثوليكية يمكنها التغاضي عن عقيدتها للاستجابة مع الثورة الجنسية والحداثة. العديد من الأساقفة والمعلقين قد أشاروا إلى أن هذا النقاش قد «قسم الكنيسة الكاثوليكية بشدة».
طلب أربعة من الكرادلة (ريمون بيرك، كارلو كافارا، Brandmüller ويواخيم ميسنر) رسميا من البابا فرنسيس توضيحات خاصة حول مسألة منح سر التناول إلى الكاثوليك المطلقين والذين تزوجوا مدنيا مرة أخرى. وقدموا خمسة "dubia" (شكوك)، وطلبوا إجابة بنعم أو لا. امتنع فرنسيس عن الإجابة. ظهرت اختلافات كبيرة في التفسير بين الأساقفة والكرادلة. أصدر بعض الأساقفة توجيهيات، مصرين على أن الكاثوليك المطلقين والمتزوجين مدنيا مرة أخرى لا يزالون غير مؤهلين لأسرار المصالحة والإفخارستيا إلا إذا كانوا يعيشون مع كبح الشهوة الجنسية، بينما فتح أساقفة آخرون أهليتهم الوصول إلى هذه الأسرار. الكاردينال جيرهارد مولر أكد أن أموريس ليتيسيا ينبغي أن تفسر بما يتماشى مع العقيدة. لذلك، وفقا للكاردينال مولر لا يمكن لهؤلاء الوصول إلى أسرار التوبة والإفخارستيا إلا إذا امتنعوا عن العلاقات الجنسية. استبدل البابا فرنسيس في وقت لاحق مولر في نهاية ولايته في 2017 بلويس فيرير. قال الكاردينال كارلو كافارا أنه بعد أموريس ليتيسيا «فقط الأعمى يمكنه أن ينكر أن في الكنيسة حالة من الارتباك الشديد، عدم اليقين والتأرجح.»
في يوليه 2017، قامت مجموعة من المحافظين ورجال الدين والأكاديميين والعلمانيين بتوقيع وثيقة وصفت بأنها «تصحيح» للبابا فرنسيس. الوثيقة التي تكونت من 25 صفحة والتي نشرت علنا في سبتمبر بعد أن لم تلقى أي رد، انتقدت البابا لتعزيزه ما وصفته بسبعة مقترحات مهرطقة من خلال كلمات مختلفة وإجراءات خلال بابويته. كتب الأب Weinandy رسالة إلى البابا فرنسيس في 31 يوليه 2017 والتي نشرها علنا في وقت لاحق من ذات العام، وفيها اتهم البابا فرنسيس بتعزيز «ارتباك مزمن» و «إهانة» أهمية العقيدة، وتعيين الأساقفة الذين «يفضحون» المؤمنين، مع «تعاليم وممارسات مشكوك فيها»، ودفع المؤمنين الكاثوليك إلى «فقدان الثقة في الراعي الأعلى».

### التغييرات في التعاليم حول عقوبة الإعدام
في أغسطس عام 2018، قام 45 من العلماء ورجال الدين الكاثوليك بتوقيع طلب للكرادلة في الكنيسة الكاثوليكية، داعين إياهم بنصح البابا فرنسيس بالتراجع عن التنقيح الأخير في تعاليم الكنيسة، على أساس أنه يناقض الكتاب المقدس والتعاليم التقليدية بصورة تسبب فضيحة. ذكروا أن القول بأن عقوبة الإعدام هي شر دائما من شأنه أن يتعارض مع الكتاب المقدس وما درسته الكنيسة لأكثر من ألفي سنة. تكوين 9:6 يؤكد أن عقوبة الإعدام هي وسيلة لتأمين العدالة. الكنيسة كانت قد أكدت دائما أن الكتاب المقدس لا يمكن أن يكون به تعليم أخلاقي خاطئ، وهذا من شأنه أن يلقي ظلالا من الشك على مصداقية الكتاب المقدس.

### الرئيس الأمريكي دونالد ترامب
خلال الانتخابات الرئاسية الأمريكية 2016، قال فرنسيس بخصوص ترامب «الشخص الذي لا يفكر إلا في بناء الجدران، أينما كان، وليس بناء الجسور ليس مسيحيا. ليس هذا هو الإنجيل.» رد ترامب «تشكيك زعيم ديني في إيمان شخص هو أمر مشين.» قال فيديريكو لومباردي أن تعليقات فرنسيس لم تكن «هجوم شخصي، ولا دعوة للتصويت لشخص على حساب آخر».

## صحته
و تفيد تقارير أن البابا فرنسيس الذي انتخب في سن 76 في صحة جيدة بسبب أسلوب حياته البسيطة المتقشفة والصحية، وهوايته لرياضة المشي. في عام 1969، بعد وقت قصير من رسامته كاهناً، هدد الالتهاب الرئوي حياة البابا. ووفقًا لمقابلة أجراها مع كاتب سيرته قال أنه كان بين الحياة والموت لمدة ثلاثة أيام حتى أُزيل الجزء العلوي من رئته اليمنى.
يقول الأطباء أن الجزء العلوي المفقود في رئته لن يكون له تأثير كبير على صحته. في عام 2007 أصيب البابا بالتهاب في عرق النسا، تعالج على إثرها خارج الأرجنتين ومن ثم عاد متابعًا حياته الطبيعية.

## وفاته
توفي البابا فرنسيس يوم الاثنين 23 شوال 1446 هـ الموافق 21 أبريل 2025، عن عمر ثمانيةٍ وثمانين عامًا في مقر إقامته في دوموس سانت مارثا، وفقًا لإعلان رسمي من الفاتيكان كان سبب الوفاة سكتة دماغية في المخ، مما أدى إلى غيبوبة وسكتة قلبية لا رجعة فيها وكان يعاني من مشاكل صحية مزمنة في السنوات الأخيرة، بما في ذلك التهاب رئوي حاد ألزمه المستشفى قبل شهر من وفاته. كان آخر ظهور علني للبابا فرانسيس في ساحة القديس بطرس في مدينة الفاتيكان يوم أحد الفصح، 20 أبريل 2025، حيث ألقى خطابه الأخير في عيد الفصح حيث دعا إلى وقف إطلاق النار في غزة. أعلن عن وفاته الكاردينال كيفن فاريل على قناة الفاتيكان التلفزيونية وفي بيان مصور. 
ودفن في كنيسة سانتا ماريا ماجيوري بناءً على وصيته.

## مؤلفاته
جميع مؤلفات البابا حتى انتخابه عام 2013، كانت بالإسبانية، وتشمل على صعيد الكتب المنشورة:
- في السماء والأرض - 2010.

أما الرسائل الرعوية التي وجهها بحكم كونه أسقفًا:
| - تأملات للمتدينيين - 1982. - تأملات بالحياة الرسولية - 1986. - تأملات أمل - 1992. | - الحوارات بين يوحنا بولس الثاني وفيدل كاسترو - 1998. - وضع الوطن على أكتاف الشخص - 2004. - الأمة التي سيتم بناؤها - 2005. | - الفساد والخطيئة - 2006. - عن اتهام الذات - 2006. | - القوة الحقيقية هي الخدمة - 2007. - عقل مفتوح، وقلب مؤمن - 2012. |

## الهوامش
1. ↑    - الإنجليزية: Francis
  - الإيطالية: Francesco
  - الإسبانية: Francisco
2. ↑  يُنطق ˈxoɾxe ˈmaɾjo βeɾˈɣoɣljo بالإسبانية و berˈɡɔʎʎo بالإيطالية .

## مواقع خارجية
- البابا فرنسيس على موقع IMDb (الإنجليزية)
- البابا فرنسيس على موقع IMDb (الإنجليزية)
- البابا فرنسيس على موقع ميتاكريتيك (الإنجليزية)
- البابا فرنسيس على موقع الموسوعة البريطانية (الإنجليزية)
- البابا فرنسيس على موقع مونزينجر (الألمانية)
- البابا فرنسيس على موقع ألو سيني (الفرنسية)
- البابا فرنسيس على موقع ميوزك برينز (الإنجليزية)
- البابا فرنسيس على موقع أول ميوزيك (الإنجليزية)
- البابا فرنسيس على موقع ديسكوغز (الإنجليزية)
- البابا فرنسيس على موقع قاعدة بيانات الفيلم (الإنجليزية)
- البابا فرنسيس على موقع أوليمبيديا (الإنجليزية)
- الكرسي الرسولي  – موقع الفاتيكان.
- مجموعة مقالات ذات صلة - نيويورك تايمز.
- مجموعة مقالات ذات صلة - صحيفة الغارديان.